# Lista de regiões geográficas intermediárias e imediatas de São Paulo

Divisão das regiões geográficas intermediárias em vermelho, e suas regiões imediatas em cinza.

Esta é a lista de regiões geográficas intermediárias e imediatas de São Paulo, estado brasileiro da Região Sudeste do país. São Paulo é composto por 645 municípios, que estão distribuídos em 53 regiões geográficas imediatas, que por sua vez estão agrupadas em onze regiões geográficas intermediárias, segundo a divisão do Instituto Brasileiro de Geografia e Estatística (IBGE) vigente desde 2017. A primeira seção aborda as regiões geográficas intermediárias e suas respectivas regiões imediatas integrantes, enquanto que a segunda trata das regiões geográficas imediatas e seus respectivos municípios, divididas por regiões intermediárias e ordenadas pela codificação do IBGE.
As regiões geográficas intermediárias foram apresentadas em 2017, com a atualização da divisão regional do Brasil, e correspondem a uma revisão das antigas mesorregiões, que estavam em vigor desde a divisão de 1989. As regiões geográficas imediatas, por sua vez, substituíram as microrregiões. Na divisão vigente até 2017, os municípios do estado estavam distribuídos em 63 microrregiões e 15 mesorregiões, segundo o IBGE.

## Regiões geográficas intermediárias
| Região geográfica intermediária | Código | Número de municípios | Região geográfica imediata               | Código | Número de municípios |
| ------------------------------- | ------ | -------------------- | ---------------------------------------- | ------ | -------------------- |
| São Paulo                       | 3501   | 50                   | São Paulo                                | 350001 | 39                   |
| São Paulo                       | 3501   | 50                   | Santos                                   | 350002 | 11                   |
| Sorocaba                        | 3502   | 78                   | Sorocaba                                 | 350003 | 22                   |
| Sorocaba                        | 3502   | 78                   | Itapeva                                  | 350004 | 19                   |
| Sorocaba                        | 3502   | 78                   | Registro                                 | 350005 | 13                   |
| Sorocaba                        | 3502   | 78                   | Itapetininga                             | 350006 | 6                    |
| Sorocaba                        | 3502   | 78                   | Avaré                                    | 350007 | 12                   |
| Sorocaba                        | 3502   | 78                   | Tatuí                                    | 350008 | 6                    |
| Bauru                           | 3503   | 48                   | Bauru                                    | 350009 | 19                   |
| Bauru                           | 3503   | 48                   | Jaú                                      | 350010 | 12                   |
| Bauru                           | 3503   | 48                   | Botucatu                                 | 350011 | 9                    |
| Bauru                           | 3503   | 48                   | Lins                                     | 350012 | 8                    |
| Marília                         | 3504   | 54                   | Marília                                  | 350013 | 18                   |
| Marília                         | 3504   | 54                   | Assis                                    | 350014 | 12                   |
| Marília                         | 3504   | 54                   | Ourinhos                                 | 350015 | 11                   |
| Marília                         | 3504   | 54                   | Tupã                                     | 350016 | 8                    |
| Marília                         | 3504   | 54                   | Piraju                                   | 350017 | 5                    |
| Presidente Prudente             | 3505   | 55                   | Presidente Prudente                      | 350018 | 28                   |
| Presidente Prudente             | 3505   | 55                   | Adamantina-Lucélia                       | 350019 | 10                   |
| Presidente Prudente             | 3505   | 55                   | Dracena                                  | 350020 | 12                   |
| Presidente Prudente             | 3505   | 55                   | Presidente Epitácio-Presidente Venceslau | 350021 | 5                    |
| Araçatuba                       | 3506   | 44                   | Araçatuba                                | 350022 | 14                   |
| Araçatuba                       | 3506   | 44                   | Birigui-Penápolis                        | 350023 | 19                   |
| Araçatuba                       | 3506   | 44                   | Andradina                                | 350024 | 11                   |
| São José do Rio Preto           | 3507   | 100                  | São José do Rio Preto                    | 350025 | 36                   |
| São José do Rio Preto           | 3507   | 100                  | Catanduva                                | 350026 | 16                   |
| São José do Rio Preto           | 3507   | 100                  | Votuporanga                              | 350027 | 12                   |
| São José do Rio Preto           | 3507   | 100                  | Jales                                    | 350028 | 18                   |
| São José do Rio Preto           | 3507   | 100                  | Fernandópolis                            | 350029 | 11                   |
| São José do Rio Preto           | 3507   | 100                  | Santa Fé do Sul                          | 350030 | 7                    |
| Ribeirão Preto                  | 3508   | 64                   | Ribeirão Preto                           | 350031 | 26                   |
| Ribeirão Preto                  | 3508   | 64                   | Barretos                                 | 350032 | 16                   |
| Ribeirão Preto                  | 3508   | 64                   | Franca                                   | 350033 | 10                   |
| Ribeirão Preto                  | 3508   | 64                   | São Joaquim da Barra-Orlândia            | 350034 | 6                    |
| Ribeirão Preto                  | 3508   | 64                   | Ituverava                                | 350035 | 6                    |
| Araraquara                      | 3509   | 26                   | Araraquara                               | 350036 | 17                   |
| Araraquara                      | 3509   | 26                   | São Carlos                               | 350037 | 9                    |
| Campinas                        | 3510   | 87                   | Campinas                                 | 350038 | 18                   |
| Campinas                        | 3510   | 87                   | Jundiaí                                  | 350039 | 9                    |
| Campinas                        | 3510   | 87                   | Piracicaba                               | 350040 | 11                   |
| Campinas                        | 3510   | 87                   | Bragança Paulista                        | 350041 | 11                   |
| Campinas                        | 3510   | 87                   | Limeira                                  | 350042 | 4                    |
| Campinas                        | 3510   | 87                   | Mogi Guaçu                               | 350043 | 4                    |
| Campinas                        | 3510   | 87                   | São João da Boa Vista                    | 350044 | 9                    |
| Campinas                        | 3510   | 87                   | Araras                                   | 350045 | 4                    |
| Campinas                        | 3510   | 87                   | Rio Claro                                | 350046 | 5                    |
| Campinas                        | 3510   | 87                   | São José do Rio Pardo-Mococa             | 350047 | 7                    |
| Campinas                        | 3510   | 87                   | Amparo                                   | 350048 | 5                    |
| São José dos Campos             | 3511   | 39                   | São José dos Campos                      | 350049 | 8                    |
| São José dos Campos             | 3511   | 39                   | Taubaté-Pindamonhangaba                  | 350050 | 10                   |
| São José dos Campos             | 3511   | 39                   | Caraguatatuba-Ubatuba-São Sebastião      | 350051 | 4                    |
| São José dos Campos             | 3511   | 39                   | Guaratinguetá                            | 350052 | 8                    |
| São José dos Campos             | 3511   | 39                   | Cruzeiro                                 | 350053 | 9                    |

## Regiões geográficas imediatas por regiões intermediárias

### São Paulo
| Região geográfica imediata | Código | Municípios             |
| -------------------------- | ------ | ---------------------- |
| São Paulo                  | 350001 | Arujá                  |
| São Paulo                  | 350001 | Barueri                |
| São Paulo                  | 350001 | Biritiba Mirim         |
| São Paulo                  | 350001 | Caieiras               |
| São Paulo                  | 350001 | Cajamar                |
| São Paulo                  | 350001 | Carapicuíba            |
| São Paulo                  | 350001 | Cotia                  |
| São Paulo                  | 350001 | Diadema                |
| São Paulo                  | 350001 | Embu das Artes         |
| São Paulo                  | 350001 | Embu-Guaçu             |
| São Paulo                  | 350001 | Ferraz de Vasconcelos  |
| São Paulo                  | 350001 | Francisco Morato       |
| São Paulo                  | 350001 | Franco da Rocha        |
| São Paulo                  | 350001 | Guararema              |
| São Paulo                  | 350001 | Guarulhos              |
| São Paulo                  | 350001 | Itapecerica da Serra   |
| São Paulo                  | 350001 | Itapevi                |
| São Paulo                  | 350001 | Itaquaquecetuba        |
| São Paulo                  | 350001 | Jandira                |
| São Paulo                  | 350001 | Juquitiba              |
| São Paulo                  | 350001 | Mairiporã              |
| São Paulo                  | 350001 | Mauá                   |
| São Paulo                  | 350001 | Mogi das Cruzes        |
| São Paulo                  | 350001 | Osasco                 |
| São Paulo                  | 350001 | Pirapora do Bom Jesus  |
| São Paulo                  | 350001 | Poá                    |
| São Paulo                  | 350001 | Ribeirão Pires         |
| São Paulo                  | 350001 | Rio Grande da Serra    |
| São Paulo                  | 350001 | Salesópolis            |
| São Paulo                  | 350001 | Santa Isabel           |
| São Paulo                  | 350001 | Santana de Parnaíba    |
| São Paulo                  | 350001 | Santo André            |
| São Paulo                  | 350001 | São Bernardo do Campo  |
| São Paulo                  | 350001 | São Caetano do Sul     |
| São Paulo                  | 350001 | São Lourenço da Serra  |
| São Paulo                  | 350001 | São Paulo              |
| São Paulo                  | 350001 | Suzano                 |
| São Paulo                  | 350001 | Taboão da Serra        |
| São Paulo                  | 350001 | Vargem Grande Paulista |
| Santos                     | 350002 | Bertioga               |
| Santos                     | 350002 | Cubatão                |
| Santos                     | 350002 | Guarujá                |
| Santos                     | 350002 | Itanhaém               |
| Santos                     | 350002 | Itariri                |
| Santos                     | 350002 | Mongaguá               |
| Santos                     | 350002 | Pedro de Toledo        |
| Santos                     | 350002 | Peruíbe                |
| Santos                     | 350002 | Praia Grande           |
| Santos                     | 350002 | Santos                 |
| Santos                     | 350002 | São Vicente            |

### Sorocaba
| Região geográfica imediata | Código | Municípios              |
| -------------------------- | ------ | ----------------------- |
| Sorocaba                   | 350003 | Alumínio                |
| Sorocaba                   | 350003 | Araçariguama            |
| Sorocaba                   | 350003 | Araçoiaba da Serra      |
| Sorocaba                   | 350003 | Boituva                 |
| Sorocaba                   | 350003 | Capela do Alto          |
| Sorocaba                   | 350003 | Cerquilho               |
| Sorocaba                   | 350003 | Ibiúna                  |
| Sorocaba                   | 350003 | Iperó                   |
| Sorocaba                   | 350003 | Itu                     |
| Sorocaba                   | 350003 | Jumirim                 |
| Sorocaba                   | 350003 | Mairinque               |
| Sorocaba                   | 350003 | Piedade                 |
| Sorocaba                   | 350003 | Pilar do Sul            |
| Sorocaba                   | 350003 | Porto Feliz             |
| Sorocaba                   | 350003 | Salto                   |
| Sorocaba                   | 350003 | Salto de Pirapora       |
| Sorocaba                   | 350003 | São Roque               |
| Sorocaba                   | 350003 | Sarapuí                 |
| Sorocaba                   | 350003 | Sorocaba                |
| Sorocaba                   | 350003 | Tapiraí                 |
| Sorocaba                   | 350003 | Tietê                   |
| Sorocaba                   | 350003 | Votorantim              |
| Itapeva                    | 350004 | Apiaí                   |
| Itapeva                    | 350004 | Barão de Antonina       |
| Itapeva                    | 350004 | Barra do Chapéu         |
| Itapeva                    | 350004 | Bom Sucesso de Itararé  |
| Itapeva                    | 350004 | Buri                    |
| Itapeva                    | 350004 | Capão Bonito            |
| Itapeva                    | 350004 | Guapiara                |
| Itapeva                    | 350004 | Itaberá                 |
| Itapeva                    | 350004 | Itaoca                  |
| Itapeva                    | 350004 | Itapeva                 |
| Itapeva                    | 350004 | Itapirapuã Paulista     |
| Itapeva                    | 350004 | Itaporanga              |
| Itapeva                    | 350004 | Itararé                 |
| Itapeva                    | 350004 | Nova Campina            |
| Itapeva                    | 350004 | Ribeira                 |
| Itapeva                    | 350004 | Ribeirão Branco         |
| Itapeva                    | 350004 | Ribeirão Grande         |
| Itapeva                    | 350004 | Riversul                |
| Itapeva                    | 350004 | Taquarivaí              |
| Registro                   | 350005 | Barra do Turvo          |
| Registro                   | 350005 | Cajati                  |
| Registro                   | 350005 | Cananéia                |
| Registro                   | 350005 | Eldorado                |
| Registro                   | 350005 | Iguape                  |
| Registro                   | 350005 | Ilha Comprida           |
| Registro                   | 350005 | Iporanga                |
| Registro                   | 350005 | Jacupiranga             |
| Registro                   | 350005 | Juquiá                  |
| Registro                   | 350005 | Miracatu                |
| Registro                   | 350005 | Pariquera-Açu           |
| Registro                   | 350005 | Registro                |
| Registro                   | 350005 | Sete Barras             |
| Itapetininga               | 350006 | Alambari                |
| Itapetininga               | 350006 | Angatuba                |
| Itapetininga               | 350006 | Campina do Monte Alegre |
| Itapetininga               | 350006 | Guareí                  |
| Itapetininga               | 350006 | Itapetininga            |
| Itapetininga               | 350006 | São Miguel Arcanjo      |
| Avaré                      | 350007 | Águas de Santa Bárbara  |
| Avaré                      | 350007 | Arandu                  |
| Avaré                      | 350007 | Avaré                   |
| Avaré                      | 350007 | Cerqueira César         |
| Avaré                      | 350007 | Coronel Macedo          |
| Avaré                      | 350007 | Iaras                   |
| Avaré                      | 350007 | Itaí                    |
| Avaré                      | 350007 | Manduri                 |
| Avaré                      | 350007 | Óleo                    |
| Avaré                      | 350007 | Paranapanema            |
| Avaré                      | 350007 | Taguaí                  |
| Avaré                      | 350007 | Taquarituba             |
| Tatuí                      | 350008 | Cesário Lange           |
| Tatuí                      | 350008 | Pereiras                |
| Tatuí                      | 350008 | Porangaba               |
| Tatuí                      | 350008 | Quadra                  |
| Tatuí                      | 350008 | Tatuí                   |
| Tatuí                      | 350008 | Torre de Pedra          |

### Bauru
| Região geográfica imediata | Código | Municípios        |
| -------------------------- | ------ | ----------------- |
| Bauru                      | 350009 | Agudos            |
| Bauru                      | 350009 | Arealva           |
| Bauru                      | 350009 | Avaí              |
| Bauru                      | 350009 | Balbinos          |
| Bauru                      | 350009 | Bauru             |
| Bauru                      | 350009 | Borebi            |
| Bauru                      | 350009 | Cabrália Paulista |
| Bauru                      | 350009 | Duartina          |
| Bauru                      | 350009 | Iacanga           |
| Bauru                      | 350009 | Lençóis Paulista  |
| Bauru                      | 350009 | Lucianópolis      |
| Bauru                      | 350009 | Macatuba          |
| Bauru                      | 350009 | Paulistânia       |
| Bauru                      | 350009 | Pederneiras       |
| Bauru                      | 350009 | Pirajuí           |
| Bauru                      | 350009 | Piratininga       |
| Bauru                      | 350009 | Presidente Alves  |
| Bauru                      | 350009 | Reginópolis       |
| Bauru                      | 350009 | Ubirajara         |
| Jaú                        | 350010 | Bariri            |
| Jaú                        | 350010 | Barra Bonita      |
| Jaú                        | 350010 | Bocaina           |
| Jaú                        | 350010 | Boraceia          |
| Jaú                        | 350010 | Brotas            |
| Jaú                        | 350010 | Dois Córregos     |
| Jaú                        | 350010 | Igaraçu do Tietê  |
| Jaú                        | 350010 | Itaju             |
| Jaú                        | 350010 | Itapuí            |
| Jaú                        | 350010 | Jaú               |
| Jaú                        | 350010 | Mineiros do Tietê |
| Jaú                        | 350010 | Torrinha          |
| Botucatu                   | 350011 | Anhembi           |
| Botucatu                   | 350011 | Areiópolis        |
| Botucatu                   | 350011 | Bofete            |
| Botucatu                   | 350011 | Botucatu          |
| Botucatu                   | 350011 | Conchas           |
| Botucatu                   | 350011 | Itatinga          |
| Botucatu                   | 350011 | Pardinho          |
| Botucatu                   | 350011 | Pratânia          |
| Botucatu                   | 350011 | São Manuel        |
| Lins                       | 350012 | Cafelândia        |
| Lins                       | 350012 | Guaiçara          |
| Lins                       | 350012 | Guarantã          |
| Lins                       | 350012 | Lins              |
| Lins                       | 350012 | Pongaí            |
| Lins                       | 350012 | Promissão         |
| Lins                       | 350012 | Sabino            |
| Lins                       | 350012 | Uru               |

### Marília
| Região geográfica imediata | Código | Municípios              |
| -------------------------- | ------ | ----------------------- |
| Marília                    | 350013 | Álvaro de Carvalho      |
| Marília                    | 350013 | Alvinlândia             |
| Marília                    | 350013 | Campos Novos Paulista   |
| Marília                    | 350013 | Echaporã                |
| Marília                    | 350013 | Fernão                  |
| Marília                    | 350013 | Gália                   |
| Marília                    | 350013 | Garça                   |
| Marília                    | 350013 | Getulina                |
| Marília                    | 350013 | Guaimbê                 |
| Marília                    | 350013 | Júlio Mesquita          |
| Marília                    | 350013 | Lupércio                |
| Marília                    | 350013 | Marília                 |
| Marília                    | 350013 | Ocauçu                  |
| Marília                    | 350013 | Oriente                 |
| Marília                    | 350013 | Oscar Bressane          |
| Marília                    | 350013 | Pompeia                 |
| Marília                    | 350013 | Quintana                |
| Marília                    | 350013 | Vera Cruz               |
| Assis                      | 350014 | Assis                   |
| Assis                      | 350014 | Borá                    |
| Assis                      | 350014 | Cândido Mota            |
| Assis                      | 350014 | Cruzália                |
| Assis                      | 350014 | Florínea                |
| Assis                      | 350014 | Lutécia                 |
| Assis                      | 350014 | Maracaí                 |
| Assis                      | 350014 | Palmital                |
| Assis                      | 350014 | Paraguaçu Paulista      |
| Assis                      | 350014 | Pedrinhas Paulista      |
| Assis                      | 350014 | Platina                 |
| Assis                      | 350014 | Tarumã                  |
| Ourinhos                   | 350015 | Bernardino de Campos    |
| Ourinhos                   | 350015 | Canitar                 |
| Ourinhos                   | 350015 | Chavantes               |
| Ourinhos                   | 350015 | Espírito Santo do Turvo |
| Ourinhos                   | 350015 | Ibirarema               |
| Ourinhos                   | 350015 | Ipaussu                 |
| Ourinhos                   | 350015 | Ourinhos                |
| Ourinhos                   | 350015 | Ribeirão do Sul         |
| Ourinhos                   | 350015 | Salto Grande            |
| Ourinhos                   | 350015 | Santa Cruz do Rio Pardo |
| Ourinhos                   | 350015 | São Pedro do Turvo      |
| Tupã                       | 350016 | Arco-Íris               |
| Tupã                       | 350016 | Bastos                  |
| Tupã                       | 350016 | Herculândia             |
| Tupã                       | 350016 | Iacri                   |
| Tupã                       | 350016 | Parapuã                 |
| Tupã                       | 350016 | Queiroz                 |
| Tupã                       | 350016 | Rinópolis               |
| Tupã                       | 350016 | Tupã                    |
| Piraju                     | 350017 | Fartura                 |
| Piraju                     | 350017 | Piraju                  |
| Piraju                     | 350017 | Sarutaiá                |
| Piraju                     | 350017 | Tejupá                  |
| Piraju                     | 350017 | Timburi                 |

### Presidente Prudente
| Região geográfica imediata               | Código | Municípios                 |
| ---------------------------------------- | ------ | -------------------------- |
| Presidente Prudente                      | 350018 | Alfredo Marcondes          |
| Presidente Prudente                      | 350018 | Álvares Machado            |
| Presidente Prudente                      | 350018 | Anhumas                    |
| Presidente Prudente                      | 350018 | Caiabu                     |
| Presidente Prudente                      | 350018 | Emilianópolis              |
| Presidente Prudente                      | 350018 | Estrela do Norte           |
| Presidente Prudente                      | 350018 | Euclides da Cunha Paulista |
| Presidente Prudente                      | 350018 | Iepê                       |
| Presidente Prudente                      | 350018 | Indiana                    |
| Presidente Prudente                      | 350018 | João Ramalho               |
| Presidente Prudente                      | 350018 | Martinópolis               |
| Presidente Prudente                      | 350018 | Mirante do Paranapanema    |
| Presidente Prudente                      | 350018 | Nantes                     |
| Presidente Prudente                      | 350018 | Narandiba                  |
| Presidente Prudente                      | 350018 | Pirapozinho                |
| Presidente Prudente                      | 350018 | Presidente Bernardes       |
| Presidente Prudente                      | 350018 | Presidente Prudente        |
| Presidente Prudente                      | 350018 | Quatá                      |
| Presidente Prudente                      | 350018 | Rancharia                  |
| Presidente Prudente                      | 350018 | Regente Feijó              |
| Presidente Prudente                      | 350018 | Ribeirão dos Índios        |
| Presidente Prudente                      | 350018 | Rosana                     |
| Presidente Prudente                      | 350018 | Sandovalina                |
| Presidente Prudente                      | 350018 | Santo Anastácio            |
| Presidente Prudente                      | 350018 | Santo Expedito             |
| Presidente Prudente                      | 350018 | Taciba                     |
| Presidente Prudente                      | 350018 | Tarabai                    |
| Presidente Prudente                      | 350018 | Teodoro Sampaio            |
| Adamantina-Lucélia                       | 350019 | Adamantina                 |
| Adamantina-Lucélia                       | 350019 | Flórida Paulista           |
| Adamantina-Lucélia                       | 350019 | Inúbia Paulista            |
| Adamantina-Lucélia                       | 350019 | Lucélia                    |
| Adamantina-Lucélia                       | 350019 | Mariápolis                 |
| Adamantina-Lucélia                       | 350019 | Osvaldo Cruz               |
| Adamantina-Lucélia                       | 350019 | Pacaembu                   |
| Adamantina-Lucélia                       | 350019 | Pracinha                   |
| Adamantina-Lucélia                       | 350019 | Sagres                     |
| Adamantina-Lucélia                       | 350019 | Salmourão                  |
| Dracena                                  | 350020 | Dracena                    |
| Dracena                                  | 350020 | Flora Rica                 |
| Dracena                                  | 350020 | Irapuru                    |
| Dracena                                  | 350020 | Junqueirópolis             |
| Dracena                                  | 350020 | Monte Castelo              |
| Dracena                                  | 350020 | Nova Guataporanga          |
| Dracena                                  | 350020 | Ouro Verde                 |
| Dracena                                  | 350020 | Panorama                   |
| Dracena                                  | 350020 | Paulicéia                  |
| Dracena                                  | 350020 | Santa Mercedes             |
| Dracena                                  | 350020 | São João do Pau-d'Alho     |
| Dracena                                  | 350020 | Tupi Paulista              |
| Presidente Epitácio-Presidente Venceslau | 350021 | Caiuá                      |
| Presidente Epitácio-Presidente Venceslau | 350021 | Marabá Paulista            |
| Presidente Epitácio-Presidente Venceslau | 350021 | Piquerobi                  |
| Presidente Epitácio-Presidente Venceslau | 350021 | Presidente Epitácio        |
| Presidente Epitácio-Presidente Venceslau | 350021 | Presidente Venceslau       |

### Araçatuba
| Região geográfica imediata | Código | Municípios                 |
| -------------------------- | ------ | -------------------------- |
| Araçatuba                  | 350022 | Araçatuba                  |
| Araçatuba                  | 350022 | Auriflama                  |
| Araçatuba                  | 350022 | Bento de Abreu             |
| Araçatuba                  | 350022 | Gastão Vidigal             |
| Araçatuba                  | 350022 | General Salgado            |
| Araçatuba                  | 350022 | Guararapes                 |
| Araçatuba                  | 350022 | Guzolândia                 |
| Araçatuba                  | 350022 | Magda                      |
| Araçatuba                  | 350022 | Monções                    |
| Araçatuba                  | 350022 | Nova Castilho              |
| Araçatuba                  | 350022 | Nova Luzitânia             |
| Araçatuba                  | 350022 | Rubiácea                   |
| Araçatuba                  | 350022 | Santo Antônio do Aracanguá |
| Araçatuba                  | 350022 | Valparaíso                 |
| Birigui-Penápolis          | 350023 | Alto Alegre                |
| Birigui-Penápolis          | 350023 | Avanhandava                |
| Birigui-Penápolis          | 350023 | Barbosa                    |
| Birigui-Penápolis          | 350023 | Bilac                      |
| Birigui-Penápolis          | 350023 | Birigui                    |
| Birigui-Penápolis          | 350023 | Braúna                     |
| Birigui-Penápolis          | 350023 | Brejo Alegre               |
| Birigui-Penápolis          | 350023 | Buritama                   |
| Birigui-Penápolis          | 350023 | Clementina                 |
| Birigui-Penápolis          | 350023 | Coroados                   |
| Birigui-Penápolis          | 350023 | Gabriel Monteiro           |
| Birigui-Penápolis          | 350023 | Glicério                   |
| Birigui-Penápolis          | 350023 | Lourdes                    |
| Birigui-Penápolis          | 350023 | Luiziânia                  |
| Birigui-Penápolis          | 350023 | Penápolis                  |
| Birigui-Penápolis          | 350023 | Piacatu                    |
| Birigui-Penápolis          | 350023 | Santópolis do Aguapeí      |
| Birigui-Penápolis          | 350023 | Turiúba                    |
| Birigui-Penápolis          | 350023 | Zacarias                   |
| Andradina                  | 350024 | Andradina                  |
| Andradina                  | 350024 | Castilho                   |
| Andradina                  | 350024 | Guaraçaí                   |
| Andradina                  | 350024 | Ilha Solteira              |
| Andradina                  | 350024 | Itapura                    |
| Andradina                  | 350024 | Lavínia                    |
| Andradina                  | 350024 | Mirandópolis               |
| Andradina                  | 350024 | Murutinga do Sul           |
| Andradina                  | 350024 | Nova Independência         |
| Andradina                  | 350024 | Pereira Barreto            |
| Andradina                  | 350024 | Sud Mennucci               |

### São José do Rio Preto
| Região geográfica imediata | Código | Municípios               |
| -------------------------- | ------ | ------------------------ |
| São José do Rio Preto      | 350025 | Adolfo                   |
| São José do Rio Preto      | 350025 | Altair                   |
| São José do Rio Preto      | 350025 | Bady Bassitt             |
| São José do Rio Preto      | 350025 | Bálsamo                  |
| São José do Rio Preto      | 350025 | Cedral                   |
| São José do Rio Preto      | 350025 | Guapiaçu                 |
| São José do Rio Preto      | 350025 | Ibirá                    |
| São José do Rio Preto      | 350025 | Icém                     |
| São José do Rio Preto      | 350025 | Ipiguá                   |
| São José do Rio Preto      | 350025 | Irapuã                   |
| São José do Rio Preto      | 350025 | Jaci                     |
| São José do Rio Preto      | 350025 | José Bonifácio           |
| São José do Rio Preto      | 350025 | Macaubal                 |
| São José do Rio Preto      | 350025 | Mendonça                 |
| São José do Rio Preto      | 350025 | Mirassol                 |
| São José do Rio Preto      | 350025 | Mirassolândia            |
| São José do Rio Preto      | 350025 | Monte Aprazível          |
| São José do Rio Preto      | 350025 | Neves Paulista           |
| São José do Rio Preto      | 350025 | Nipoã                    |
| São José do Rio Preto      | 350025 | Nova Aliança             |
| São José do Rio Preto      | 350025 | Nova Granada             |
| São José do Rio Preto      | 350025 | Novo Horizonte           |
| São José do Rio Preto      | 350025 | Onda Verde               |
| São José do Rio Preto      | 350025 | Orindiúva                |
| São José do Rio Preto      | 350025 | Palestina                |
| São José do Rio Preto      | 350025 | Paulo de Faria           |
| São José do Rio Preto      | 350025 | Planalto                 |
| São José do Rio Preto      | 350025 | Poloni                   |
| São José do Rio Preto      | 350025 | Potirendaba              |
| São José do Rio Preto      | 350025 | Sales                    |
| São José do Rio Preto      | 350025 | São José do Rio Preto    |
| São José do Rio Preto      | 350025 | Tanabi                   |
| São José do Rio Preto      | 350025 | Ubarana                  |
| São José do Rio Preto      | 350025 | Uchoa                    |
| São José do Rio Preto      | 350025 | União Paulista           |
| São José do Rio Preto      | 350025 | Urupês                   |
| Catanduva                  | 350026 | Ariranha                 |
| Catanduva                  | 350026 | Catanduva                |
| Catanduva                  | 350026 | Catiguá                  |
| Catanduva                  | 350026 | Elisiário                |
| Catanduva                  | 350026 | Embaúba                  |
| Catanduva                  | 350026 | Fernando Prestes         |
| Catanduva                  | 350026 | Itajobi                  |
| Catanduva                  | 350026 | Marapoama                |
| Catanduva                  | 350026 | Novais                   |
| Catanduva                  | 350026 | Palmares Paulista        |
| Catanduva                  | 350026 | Paraíso                  |
| Catanduva                  | 350026 | Pindorama                |
| Catanduva                  | 350026 | Pirangi                  |
| Catanduva                  | 350026 | Santa Adélia             |
| Catanduva                  | 350026 | Tabapuã                  |
| Catanduva                  | 350026 | Vista Alegre do Alto     |
| Votuporanga                | 350027 | Álvares Florence         |
| Votuporanga                | 350027 | Américo de Campos        |
| Votuporanga                | 350027 | Cardoso                  |
| Votuporanga                | 350027 | Cosmorama                |
| Votuporanga                | 350027 | Floreal                  |
| Votuporanga                | 350027 | Nhandeara                |
| Votuporanga                | 350027 | Parisi                   |
| Votuporanga                | 350027 | Pontes Gestal            |
| Votuporanga                | 350027 | Riolândia                |
| Votuporanga                | 350027 | Sebastianópolis do Sul   |
| Votuporanga                | 350027 | Valentim Gentil          |
| Votuporanga                | 350027 | Votuporanga              |
| Jales                      | 350028 | Aparecida d'Oeste        |
| Jales                      | 350028 | Aspásia                  |
| Jales                      | 350028 | Dirce Reis               |
| Jales                      | 350028 | Dolcinópolis             |
| Jales                      | 350028 | Jales                    |
| Jales                      | 350028 | Marinópolis              |
| Jales                      | 350028 | Mesópolis                |
| Jales                      | 350028 | Palmeira d'Oeste         |
| Jales                      | 350028 | Paranapuã                |
| Jales                      | 350028 | Pontalinda               |
| Jales                      | 350028 | Populina                 |
| Jales                      | 350028 | Santa Albertina          |
| Jales                      | 350028 | Santa Salete             |
| Jales                      | 350028 | São Francisco            |
| Jales                      | 350028 | Suzanápolis              |
| Jales                      | 350028 | Turmalina                |
| Jales                      | 350028 | Urânia                   |
| Jales                      | 350028 | Vitória Brasil           |
| Fernandópolis              | 350029 | Estrela d'Oeste          |
| Fernandópolis              | 350029 | Fernandópolis            |
| Fernandópolis              | 350029 | Guarani d'Oeste          |
| Fernandópolis              | 350029 | Indiaporã                |
| Fernandópolis              | 350029 | Macedônia                |
| Fernandópolis              | 350029 | Meridiano                |
| Fernandópolis              | 350029 | Mira Estrela             |
| Fernandópolis              | 350029 | Ouroeste                 |
| Fernandópolis              | 350029 | Pedranópolis             |
| Fernandópolis              | 350029 | São João das Duas Pontes |
| Fernandópolis              | 350029 | São João de Iracema      |
| Santa Fé do Sul            | 350030 | Nova Canaã Paulista      |
| Santa Fé do Sul            | 350030 | Rubineia                 |
| Santa Fé do Sul            | 350030 | Santa Clara d'Oeste      |
| Santa Fé do Sul            | 350030 | Santa Fé do Sul          |
| Santa Fé do Sul            | 350030 | Santa Rita d'Oeste       |
| Santa Fé do Sul            | 350030 | Santana da Ponte Pensa   |
| Santa Fé do Sul            | 350030 | Três Fronteiras          |

### Ribeirão Preto
| Região geográfica imediata    | Código | Municípios               |
| ----------------------------- | ------ | ------------------------ |
| Ribeirão Preto                | 350031 | Altinópolis              |
| Ribeirão Preto                | 350031 | Barrinha                 |
| Ribeirão Preto                | 350031 | Batatais                 |
| Ribeirão Preto                | 350031 | Brodowski                |
| Ribeirão Preto                | 350031 | Cajuru                   |
| Ribeirão Preto                | 350031 | Cássia dos Coqueiros     |
| Ribeirão Preto                | 350031 | Cravinhos                |
| Ribeirão Preto                | 350031 | Dumont                   |
| Ribeirão Preto                | 350031 | Guariba                  |
| Ribeirão Preto                | 350031 | Guatapará                |
| Ribeirão Preto                | 350031 | Jaboticabal              |
| Ribeirão Preto                | 350031 | Jardinópolis             |
| Ribeirão Preto                | 350031 | Luiz Antônio             |
| Ribeirão Preto                | 350031 | Monte Alto               |
| Ribeirão Preto                | 350031 | Pitangueiras             |
| Ribeirão Preto                | 350031 | Pontal                   |
| Ribeirão Preto                | 350031 | Pradópolis               |
| Ribeirão Preto                | 350031 | Ribeirão Preto           |
| Ribeirão Preto                | 350031 | Santa Cruz da Esperança  |
| Ribeirão Preto                | 350031 | Santa Ernestina          |
| Ribeirão Preto                | 350031 | Santa Rosa de Viterbo    |
| Ribeirão Preto                | 350031 | Santo Antônio da Alegria |
| Ribeirão Preto                | 350031 | São Simão                |
| Ribeirão Preto                | 350031 | Serra Azul               |
| Ribeirão Preto                | 350031 | Serrana                  |
| Ribeirão Preto                | 350031 | Sertãozinho              |
| Barretos                      | 350032 | Barretos                 |
| Barretos                      | 350032 | Bebedouro                |
| Barretos                      | 350032 | Cajobi                   |
| Barretos                      | 350032 | Colina                   |
| Barretos                      | 350032 | Colômbia                 |
| Barretos                      | 350032 | Guaíra                   |
| Barretos                      | 350032 | Guaraci                  |
| Barretos                      | 350032 | Jaborandi                |
| Barretos                      | 350032 | Monte Azul Paulista      |
| Barretos                      | 350032 | Olímpia                  |
| Barretos                      | 350032 | Severínia                |
| Barretos                      | 350032 | Taiaçu                   |
| Barretos                      | 350032 | Taiuva                   |
| Barretos                      | 350032 | Taquaral                 |
| Barretos                      | 350032 | Terra Roxa               |
| Barretos                      | 350032 | Viradouro                |
| Franca                        | 350033 | Cristais Paulista        |
| Franca                        | 350033 | Franca                   |
| Franca                        | 350033 | Itirapuã                 |
| Franca                        | 350033 | Jeriquara                |
| Franca                        | 350033 | Patrocínio Paulista      |
| Franca                        | 350033 | Pedregulho               |
| Franca                        | 350033 | Restinga                 |
| Franca                        | 350033 | Ribeirão Corrente        |
| Franca                        | 350033 | Rifaina                  |
| Franca                        | 350033 | São José da Bela Vista   |
| São Joaquim da Barra-Orlândia | 350034 | Ipuã                     |
| São Joaquim da Barra-Orlândia | 350034 | Morro Agudo              |
| São Joaquim da Barra-Orlândia | 350034 | Nuporanga                |
| São Joaquim da Barra-Orlândia | 350034 | Orlândia                 |
| São Joaquim da Barra-Orlândia | 350034 | Sales Oliveira           |
| São Joaquim da Barra-Orlândia | 350034 | São Joaquim da Barra     |
| Ituverava                     | 350035 | Aramina                  |
| Ituverava                     | 350035 | Buritizal                |
| Ituverava                     | 350035 | Guará                    |
| Ituverava                     | 350035 | Igarapava                |
| Ituverava                     | 350035 | Ituverava                |
| Ituverava                     | 350035 | Miguelópolis             |

### Araraquara
| Região geográfica imediata | Código | Municípios                 |
| -------------------------- | ------ | -------------------------- |
| Araraquara                 | 350036 | Américo Brasiliense        |
| Araraquara                 | 350036 | Araraquara                 |
| Araraquara                 | 350036 | Boa Esperança do Sul       |
| Araraquara                 | 350036 | Borborema                  |
| Araraquara                 | 350036 | Cândido Rodrigues          |
| Araraquara                 | 350036 | Dobrada                    |
| Araraquara                 | 350036 | Gavião Peixoto             |
| Araraquara                 | 350036 | Ibitinga                   |
| Araraquara                 | 350036 | Itápolis                   |
| Araraquara                 | 350036 | Matão                      |
| Araraquara                 | 350036 | Motuca                     |
| Araraquara                 | 350036 | Nova Europa                |
| Araraquara                 | 350036 | Rincão                     |
| Araraquara                 | 350036 | Santa Lúcia                |
| Araraquara                 | 350036 | Tabatinga                  |
| Araraquara                 | 350036 | Taquaritinga               |
| Araraquara                 | 350036 | Trabiju                    |
| São Carlos                 | 350037 | Descalvado                 |
| São Carlos                 | 350037 | Dourado                    |
| São Carlos                 | 350037 | Ibaté                      |
| São Carlos                 | 350037 | Itirapina                  |
| São Carlos                 | 350037 | Pirassununga               |
| São Carlos                 | 350037 | Porto Ferreira             |
| São Carlos                 | 350037 | Ribeirão Bonito            |
| São Carlos                 | 350037 | Santa Rita do Passa Quatro |
| São Carlos                 | 350037 | São Carlos                 |

### Campinas
| Região geográfica imediata   | Código | Municípios               |
| ---------------------------- | ------ | ------------------------ |
| Campinas                     | 350038 | Americana                |
| Campinas                     | 350038 | Artur Nogueira           |
| Campinas                     | 350038 | Campinas                 |
| Campinas                     | 350038 | Cosmópolis               |
| Campinas                     | 350038 | Elias Fausto             |
| Campinas                     | 350038 | Holambra                 |
| Campinas                     | 350038 | Hortolândia              |
| Campinas                     | 350038 | Indaiatuba               |
| Campinas                     | 350038 | Jaguariúna               |
| Campinas                     | 350038 | Monte Mor                |
| Campinas                     | 350038 | Nova Odessa              |
| Campinas                     | 350038 | Paulínia                 |
| Campinas                     | 350038 | Pedreira                 |
| Campinas                     | 350038 | Santa Bárbara d'Oeste    |
| Campinas                     | 350038 | Santo Antônio de Posse   |
| Campinas                     | 350038 | Sumaré                   |
| Campinas                     | 350038 | Valinhos                 |
| Campinas                     | 350038 | Vinhedo                  |
| Jundiaí                      | 350039 | Cabreúva                 |
| Jundiaí                      | 350039 | Campo Limpo Paulista     |
| Jundiaí                      | 350039 | Itatiba                  |
| Jundiaí                      | 350039 | Itupeva                  |
| Jundiaí                      | 350039 | Jarinu                   |
| Jundiaí                      | 350039 | Jundiaí                  |
| Jundiaí                      | 350039 | Louveira                 |
| Jundiaí                      | 350039 | Morungaba                |
| Jundiaí                      | 350039 | Várzea Paulista          |
| Piracicaba                   | 350040 | Águas de São Pedro       |
| Piracicaba                   | 350040 | Capivari                 |
| Piracicaba                   | 350040 | Charqueada               |
| Piracicaba                   | 350040 | Laranjal Paulista        |
| Piracicaba                   | 350040 | Mombuca                  |
| Piracicaba                   | 350040 | Piracicaba               |
| Piracicaba                   | 350040 | Rafard                   |
| Piracicaba                   | 350040 | Rio das Pedras           |
| Piracicaba                   | 350040 | Saltinho                 |
| Piracicaba                   | 350040 | Santa Maria da Serra     |
| Piracicaba                   | 350040 | São Pedro                |
| Bragança Paulista            | 350041 | Atibaia                  |
| Bragança Paulista            | 350041 | Bom Jesus dos Perdões    |
| Bragança Paulista            | 350041 | Bragança Paulista        |
| Bragança Paulista            | 350041 | Joanópolis               |
| Bragança Paulista            | 350041 | Nazaré Paulista          |
| Bragança Paulista            | 350041 | Pedra Bela               |
| Bragança Paulista            | 350041 | Pinhalzinho              |
| Bragança Paulista            | 350041 | Piracaia                 |
| Bragança Paulista            | 350041 | Socorro                  |
| Bragança Paulista            | 350041 | Tuiuti                   |
| Bragança Paulista            | 350041 | Vargem                   |
| Limeira                      | 350042 | Cordeirópolis            |
| Limeira                      | 350042 | Engenheiro Coelho        |
| Limeira                      | 350042 | Iracemápolis             |
| Limeira                      | 350042 | Limeira                  |
| Mogi Guaçu                   | 350043 | Estiva Gerbi             |
| Mogi Guaçu                   | 350043 | Itapira                  |
| Mogi Guaçu                   | 350043 | Mogi Guaçu               |
| Mogi Guaçu                   | 350043 | Mogi Mirim               |
| São João da Boa Vista        | 350044 | Aguaí                    |
| São João da Boa Vista        | 350044 | Águas da Prata           |
| São João da Boa Vista        | 350044 | Casa Branca              |
| São João da Boa Vista        | 350044 | Espírito Santo do Pinhal |
| São João da Boa Vista        | 350044 | Santa Cruz das Palmeiras |
| São João da Boa Vista        | 350044 | Santo Antônio do Jardim  |
| São João da Boa Vista        | 350044 | São João da Boa Vista    |
| São João da Boa Vista        | 350044 | Tambaú                   |
| São João da Boa Vista        | 350044 | Vargem Grande do Sul     |
| Araras                       | 350045 | Araras                   |
| Araras                       | 350045 | Conchal                  |
| Araras                       | 350045 | Leme                     |
| Araras                       | 350045 | Santa Cruz da Conceição  |
| Rio Claro                    | 350046 | Analândia                |
| Rio Claro                    | 350046 | Corumbataí               |
| Rio Claro                    | 350046 | Ipeúna                   |
| Rio Claro                    | 350046 | Rio Claro                |
| Rio Claro                    | 350046 | Santa Gertrudes          |
| São José do Rio Pardo-Mococa | 350047 | Caconde                  |
| São José do Rio Pardo-Mococa | 350047 | Divinolândia             |
| São José do Rio Pardo-Mococa | 350047 | Itobi                    |
| São José do Rio Pardo-Mococa | 350047 | Mococa                   |
| São José do Rio Pardo-Mococa | 350047 | São José do Rio Pardo    |
| São José do Rio Pardo-Mococa | 350047 | São Sebastião da Grama   |
| São José do Rio Pardo-Mococa | 350047 | Tapiratiba               |
| Amparo                       | 350048 | Águas de Lindóia         |
| Amparo                       | 350048 | Amparo                   |
| Amparo                       | 350048 | Lindoia                  |
| Amparo                       | 350048 | Monte Alegre do Sul      |
| Amparo                       | 350048 | Serra Negra              |

### São José dos Campos
| Região geográfica imediata          | Código | Municípios              |
| ----------------------------------- | ------ | ----------------------- |
| São José dos Campos                 | 350049 | Caçapava                |
| São José dos Campos                 | 350049 | Igaratá                 |
| São José dos Campos                 | 350049 | Jacareí                 |
| São José dos Campos                 | 350049 | Jambeiro                |
| São José dos Campos                 | 350049 | Monteiro Lobato         |
| São José dos Campos                 | 350049 | Paraibuna               |
| São José dos Campos                 | 350049 | Santa Branca            |
| São José dos Campos                 | 350049 | São José dos Campos     |
| Taubaté-Pindamonhangaba             | 350050 | Campos do Jordão        |
| Taubaté-Pindamonhangaba             | 350050 | Lagoinha                |
| Taubaté-Pindamonhangaba             | 350050 | Natividade da Serra     |
| Taubaté-Pindamonhangaba             | 350050 | Pindamonhangaba         |
| Taubaté-Pindamonhangaba             | 350050 | Redenção da Serra       |
| Taubaté-Pindamonhangaba             | 350050 | Santo Antônio do Pinhal |
| Taubaté-Pindamonhangaba             | 350050 | São Bento do Sapucaí    |
| Taubaté-Pindamonhangaba             | 350050 | São Luiz do Paraitinga  |
| Taubaté-Pindamonhangaba             | 350050 | Taubaté                 |
| Taubaté-Pindamonhangaba             | 350050 | Tremembé                |
| Caraguatatuba-Ubatuba-São Sebastião | 350051 | Caraguatatuba           |
| Caraguatatuba-Ubatuba-São Sebastião | 350051 | Ilhabela                |
| Caraguatatuba-Ubatuba-São Sebastião | 350051 | São Sebastião           |
| Caraguatatuba-Ubatuba-São Sebastião | 350051 | Ubatuba                 |
| Guaratinguetá                       | 350052 | Aparecida               |
| Guaratinguetá                       | 350052 | Canas                   |
| Guaratinguetá                       | 350052 | Cunha                   |
| Guaratinguetá                       | 350052 | Guaratinguetá           |
| Guaratinguetá                       | 350052 | Lorena                  |
| Guaratinguetá                       | 350052 | Piquete                 |
| Guaratinguetá                       | 350052 | Potim                   |
| Guaratinguetá                       | 350052 | Roseira                 |
| Cruzeiro                            | 350053 | Arapeí                  |
| Cruzeiro                            | 350053 | Areias                  |
| Cruzeiro                            | 350053 | Bananal                 |
| Cruzeiro                            | 350053 | Cachoeira Paulista      |
| Cruzeiro                            | 350053 | Cruzeiro                |
| Cruzeiro                            | 350053 | Lavrinhas               |
| Cruzeiro                            | 350053 | Queluz                  |
| Cruzeiro                            | 350053 | São José do Barreiro    |
| Cruzeiro                            | 350053 | Silveiras               |